# Depot von Paltzschen
Das Depot von Paltzschen (auch Hortfund von Paltzschen) ist ein Depotfund der frühbronzezeitlichen Aunjetitzer Kultur (2300–1550 v. Chr.) aus Paltzschen, einem Ortsteil von Lommatzsch im Landkreis Meißen (Sachsen). Das Depot gelangte nach seiner Auffindung in Privatbesitz und ist heute verschollen.

## Fundgeschichte
Das Depot wurde in der Nähe des früheren Paltzschener Sees gefunden. Das genaue Fundjahr ist unbekannt.

## Zusammensetzung
Das Depot bestand aus drei Bronzegegenständen: einem Blutegelring und zwei schweren ovalen offenen Ringen mit feingerippten Enden.